# Cordillera Annamita
La cordillera Annamita es una cadena montañosa de la parte este de Indochina que se extiende por más de 1100 km (683,51 mi) por Laos, Vietnam, y una pequeña área al noreste de Camboya. Se le conoce en vietnamita con el nombre de Dãy (núi) Trường Sơn, en lao con el de ພູ ຫລວງ Phou Luang, y en  francés con el de Chaîne annamitique. Esta cordillera es también conocida por otros nombres tan variados como cadena Annamesa, montañas Annamesas, cordillera Annamesa y montañas Annamitas.
Su cotas culminantes son, en primer lugar el monte Phou Bia (2819 m), el monte Phu Xai Lai Leng (2720 m) y el monte Ngọc Linh (también llamado Ngọc Pan, con 2598 m); este último, situado al extremo noroeste del macizo de Kon Tum (del periodo Triásico), en el centro de Vietnam.
La cordillera Annamita se yergue paralela a la costa vietnamita, formando una ligera curva que separa la cuenca del Mekong de la angosta llanura costera de Vietnam de la ribera del mar de la China Meridional. Las faldas orientales de la cordillera se levantan abruptamente de la llanura, drenadas por numerosos y cortos ríos. La cara occidental es más suave, formando significantes mesetas para luego bajar a las riberas del Mekong. En la cordillera misma se encuentran tres mesetas principales, de norte a sur: la meseta de Phouane, la de Nakai y la de Bolaven.
La mayor parte de Laos sigue la cuenca del río Mekong, al oeste de la divisoria de la cordillera, aunque casi toda la provincia de Houaphan y una parte de la provincia de Xiangkhoang (en la que se encuentra el ‘Páramo de las tinajas’) están en la ladera oriental. Mientras que gran parte del Vietnam se extiende al este de dicha divisoria, excepto la región de Tây Nguyên (Mesetas Centrales, en vietnamita) al oeste de la divisoria, en la cuenca del Mekong.
La cordillera alberga especies animales poco comunes como el conejo rayado annamita y el saola, recientemente descubiertos; el gran gaur y el tigre de Indochina.